# Együttható
Az együttható (koefficiens) olyan szám, esetenként paraméter, amely szorzótényező egy kifejezésben vagy egy sorban, sorozatban.

## A szó eredete
A latin coefficere 'együtt hatni' szóból származik.

## A matematikában
Az együttható egy matematikai objektum szorzótényezője. Ez az objektum rendszerint változó vagy vektor. Az objektumok és együtthatójuk szokás szerint ugyanazt az indexet kapják:
{\displaystyle a_{1}x_{1}+a_{2}x_{2}+a_{3}x_{3}+...}
ahol {\displaystyle a_{n}} az {\displaystyle x_{n}} változó együtthatója minden {\displaystyle n=1,2,3,...}-re.
Egyszerű példa: a {\displaystyle 9x^{2}} kifejezésben az együttható 9.
Fontos együtthatók a matematikában:
- Polinom együtthatói, a legmagasabb fokú tag együtthatója a főegyüttható
- Binomiális együttható
- Taylor-együtthatók (lásd Taylor-sor)
- Fourier-együtthatók (lásd Fourier-sor)
- Hatványsor vagy Laurent-sor együtthatói, köztük a reziduum (a mínusz egyedik együttható)
- Clebsch-Gordan-együttható

## A fizikában
A fizikában az együtthatók bizonyos anyagok és testek tulajdonságait leíró mennyiségek. Néhány példa:
- Hőtágulási együttható
- Gördülési és csúszási súrlódási együttható
- Hővezetési együttható
- Hall-együttható lásd Hall-effektus

Nem minden ilyen együtthatót neveznek azonban együtthatónak:
- Fizikai állandók
- A hasonlósági törvényeken alapuló arányszámok, mint a Reynolds-szám.

## A kémiában
A reakcióegyenletekben a sztöchiometriai arányszámok azt mutatják, hogy a különböző anyagok milyen arányban reagálnak egymással. Példa:
{\displaystyle \mathrm {2\ H_{2}+O_{2}\longrightarrow 2\ H_{2}O} }
- két hidrogénmolekula és egy oxigénmolekula két vízmolekulává alakul
- két mol hidrogén egy mol oxigénnel két mol vízmolekulává alakul.

Néha törtszámok szerepelnek; ekkor a részecskés olvasat nem értelmezhető.